# Hanford (Dorset)
Hanford – wieś w Anglii, w Dorset, w dystrykcie (unitary authority) Dorset. W 2001 wieś liczyła 154 mieszkańców.
Hanford jest wspomniane w Domesday Book (1086).